# Peter Heinrich Schmidt (Wirtschaftswissenschaftler)
Peter Heinrich Schmidt (* 23. August 1870 in Trier; † 12. September 1954 in St. Gallen) war ein deutscher Wirtschaftswissenschaftler und -geograph.

## Leben
Der gebürtige Trierer Peter Heinrich Schmidt widmete sich nach abgelegtem Abitur dem Studium der Wirtschaftswissenschaften an den Universitäten Genf, Zürich sowie Bern, das er mit dem Erwerb des akademischen Grades eines Dr. phil. abschloss.
Nachdem er sich in Wirtschaftswissenschaften habilitiert hatte, folgte er 1900 einem Ruf auf die Professur für Deutsch, Geschichte und Geographie an die Verkehrsschule St. Gallen. 1904 nahm er eine Professur für Volkswirtschaftsgeographie und Weltwirtschaftslehre an der Handelsakademie (später Handels-Hochschule) St. Gallen an, die er bis zu seiner Emeritierung ausfüllte. Schmidt, der eine Mitgliedschaft in der Geographisch-Ethnographischen Gesellschaft Zürich innehatte, befasste sich insbesondere mit geographischen sowie volkswirtschaftlichen Themen. 1934 verlieh ihm die Universität Bern die Ehrendoktorwürde.

## Schriften
- Die schweizerischen Industrien im internationalen Konkurrenzkampf. 2., völlig umgearbeitete Auflage, Orell Füssli, Zürich 1920.
- Martin Luther und der Klassenkampf. Fehr'sche Buchhandlung, St. Gallen 1923.
- Wirtschaftsforschung und Geographie. Fischer, Jena 1925.
- Einführung in die allgemeine Geographie der Wirtschaft. Fischer, Jena 1932.
- Die geographischen Grundlagen der Verkehrswirtschaft. Fischer, Jena 1934.
- Die Schweiz als Lebensraum. Fehr, St. Gallen 1934.
- Europa : Natur und Schicksal eines Erdteils. Hofmann, Zürich 1945.